# Pelagische vissen

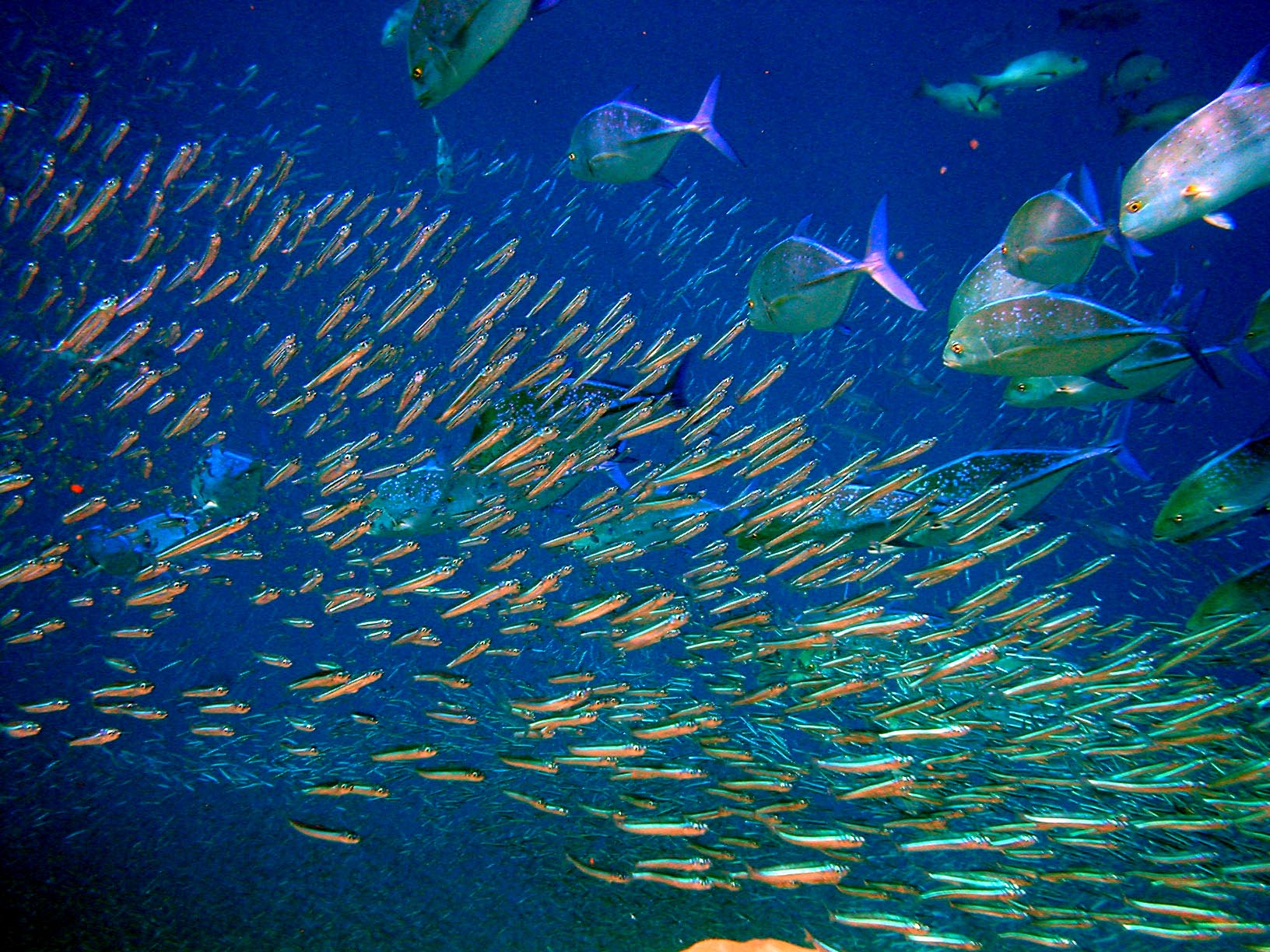
Een school van pelagische vissen (ansjovisjes) die bejaagd worden door grotere roofvissen (horsmakrelen).

Pelagische vissen zijn vissen die in de open zee leven, veelal op enige afstand van de kust en van de zeebodem. Sommige pelagische vissen zijn gedeeltelijke bewoners van kustwateren, afhankelijk van hun levensstadium.
De mariene pelagische zone is veruit de grootste natuurlijke leefomgeving op aarde. Het beslaat ongeveer 1370 miljoen kubieke kilometer en is de woonplaats van ongeveer 11% van alle bekende vissoorten. Ruim driekwart van de marine pelagische zone bevindt zich dieper dan duizend meter onder water. De biodiversiteit van vissen in de pelagische zone verschilt sterk per regio, en wordt onder meer bepaald door de beschikbaarheid van licht, voedingsstoffen, zuurstofniveaus, temperatuur, saliniteit en druk.
Pelagische vissen omvatten kleine prooivisjes bij de kust, zoals haring en sardines, tot grote roofvissen, zoals tonijnen, zeilvissen en barracuda's. De meeste pelagische vissen zijn behendige zwemmers met een gestroomlijnd lichaam, die lange afstanden kunnen afleggen. De meeste soorten zwemmen in scholen. Sommige hebben een solitaire levenswijze, zoals de maanvis die gewoonlijk passief meedrijft met de zeestromingen.